# تاکاشی تاگوچی
تاکاشی تاگوچی (انگلیسی: Takashi Taguchi؛ زادهٔ ۲۳ ژوئیهٔ ۱۹۶۱) بازیکن هندبال اهل ژاپن بود.